# Dixie National Forest

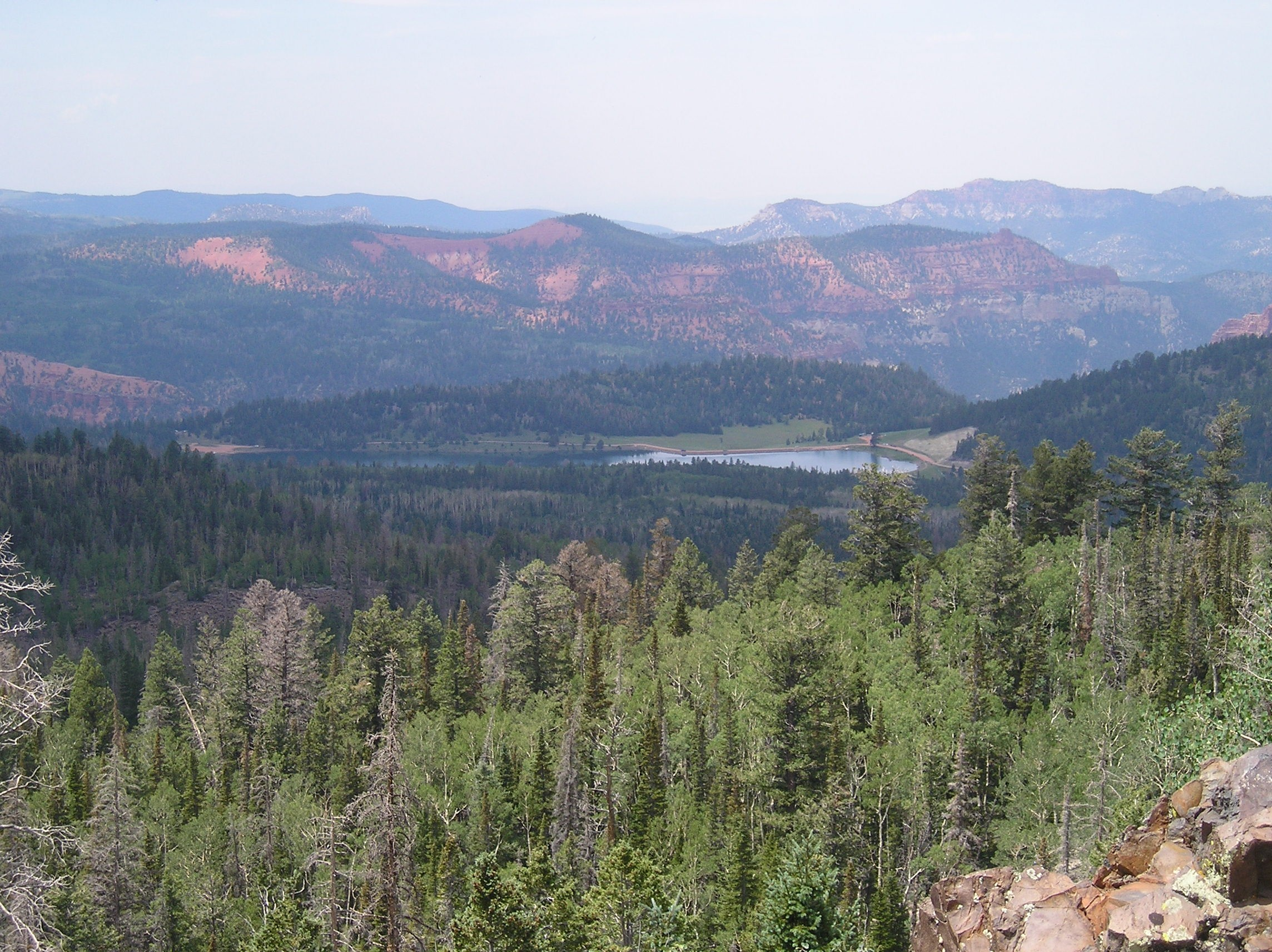
Wald vom Yankee Meadow Overlook aus gesehen

Der Dixie National Forest ist ein Nationalforst im US-Bundesstaat Utah. Mit einer Fläche von fast zwei Millionen Acres (8000 km²) ist er der größte National Forest in Utah. Er besteht aus mehreren großflächig zusammenhängenden Waldgebieten im Besitz der US-Bundesregierung. Wie alle Nationalforste dient er in erster Linie der Forst- und Weidewirtschaft, daneben hat er eine erhebliche Freizeitfunktion.

## Geographie
Das Waldgebiet erstreckt sich im Süden Utahs über die Grenze zwischen dem Großen Becken und dem Colorado-Plateau auf Höhen zwischen 853 m (2800 Fuß) bei St. George und 3451 m (11.322 Fuß) am Boulder Mountain. Der Dixie National Forest liegt im Garfield, Washington, Iron, Kane, Wayne und Piute County. Das Gebiet besteht aus vier einzelnen Abschnitten, die sich in etwa in West-Ost-Richtung erstrecken. Die Waldgebiete liegen dabei jeweils auf den Höhen der teils tief zerklüfteten, teils sanft gerundeten Bergketten. Die Täler sind zu trocken für Wälder und daher nicht Bestandteile des Nationalforsts.
In den National Forest sind vier Wildnisgebiete eingelagert, die Ashdown Gorge Wilderness, die Box-Death Hollow Wilderness, die Cottonwood Forest Wilderness und die Pine Valley Mountain Wilderness mit einer Gesamtfläche von etwa 347 km². In ihnen ist wie in allen Wildnisgebieten nur die Fortbewegung zu Fuß oder auf Pferden zulässig. Alle maschinellen Fortbewegungsmittel, auch Mountainbikes und andere Fahrräder, sind verboten.

## Flora
Die Pflanzenwelt reicht von wüstenartigen Pflanzen in den warmen, tieferen Lagen über Pinien und Wacholderbüsche in den mittleren Lagen bis zu Espen- und Nadelbaumwäldern in den hohen Lagen, wo ein Großteil des Niederschlags als Schnee fällt.

## Geschichte
Der erste Weiße, der die Gegend des heutigen National Forest betrat, war der spanische Missionar und Entdecker Silvestre Vélez de Escalante auf der Suche nach einer Route nach Kalifornien. Er beschrieb die Gegend im Jahr 1776.
Viele der mormonischen Siedler um St. George kamen 1851 aus den Südstaaten der USA. Weil diese Gegend sie aufgrund der Temperaturen an die Südstaaten erinnerte, nannten die Siedler sie Utah's Dixie, worauf der heutige Name beruht. 1905 wurde das Dixie Forest Reserve gegründet und 1907 zum National Forest erklärt.

## Nutzung
Der Slogan des US Forest Service für die Nationalforste lautet: „Land of many uses“ (vielfältig nutzbares Land). Nationalforste sind Wald- und Weidegebiete im Eigentum der Bundesregierung und werden durch diese bewirtschaftet. Im Dixie National Forest werden durchschnittlich etwa 24.000 Raummeter (10 Millionen Board Feet) Holz im Jahr geschlagen und in allen vier Teilgebieten werden schon seit Gründung des Nationalforsts Weideflächen an Rancher verpachtet.
Daneben steht seit etwa den 1970er Jahren im großen Maßstab die Freizeit- und Erholungsnutzung. Im Dixie-Nationalforst werden mehrere hundert Kilometer Wanderwege unterhalten, es gibt 25 Campingplätze und der Forest Service vermietet Hütten an Besucher. Darüber hinaus können Wanderer an beliebigen Stellen im Gebiet zelten. In drei der vier Teilgebiete ist die Jagd zulässig.